# Giuseppe Albini (médecin)
Pour les articles homonymes, voir Giuseppe Albini (homonymie) et Albini.
Giuseppe Albini, est un médecin physiologiste italien né à Milan le 27 septembre 1827 et mort à Turin le 18 janvier 1911.

## Biographie
En 1845, il commence ses études de médecine à Pavie, où il suit les cours d'anatomie de Bartolomeo Panizza.
Expulsé de Pavie pour avoir pris part au Printemps des peuples de 1848, il participe aux cinq journées de Milan et à la bataille de Novare.
Après ces événements, il se rend à Vienne, où il termine ses études de médecine et obtient son diplôme en 1852, et devient l'élève puis l'assistant de von Brücke, professeur de physiologie à l'université de Vienne.
Il part ensuite pour Berlin, où il suit les conférences de du Bois-Reymond et de Ehrenberg, puis va à Bonn, Halle et Utrecht.
En octobre 1857, il devient professeur de physiologie à l'université Jagellonne de Cracovie.
En 1859, la Lombardie est libérée des Autrichiens à la suite de l'armistice de Villafranca : Giuseppe Albini, malgré son importante position au sein de l'université de Cracovie, démissionne et retourne en Italie avec une nomination comme professeur d'histoire naturelle à l'école secondaire à Casale Monferrato.
En janvier 1860, il est nommé professeur de physiologie à Parme et en octobre de la même année, sur proposition de De Meis (it), il est nommé à l'université de Naples, où en février 1861 il devient directeur de l'Institut de physiologie, poste qu'il occupe jusqu'en 1905.
Le 27 octobre 1877, il est élu membre honoraire étranger de l'Académie royale de médecine de Belgique.

## Travaux
Giuseppe Albini s'intéressait particulièrement à l'optique et à la chimie et a publié des articles sur les sécrétions glandulaires, l'embryologie, la physiologie des nerfs. Il a décrit de petits nodules fibreux sur les marges des valves mitrale et tricuspide du cœur, résidus de tissus fœtaux, qui portent désormais son nom : les nodules d'Albini.

## Œuvres (sélection)
- Ricerche sul veleno della salamandra maculata, 1854
- Lezioni di embriologia, 1867
- Trattato delle funzioni riproduttive e d'embriologia, 1868
- Sull'istruzione superiore e sull'ordinamento degli studj di medicina e di chirurgia, 3e  éd., 1882

### Traductions
- G. Hermann Meyer, Trattato di anatomia fisiologica umana, 1867

### Liste d'œuvres
- Angelo De Gubernatis, « Albini (Joseph) », dans Dictionnaire international des écrivains du jour, vol. 1, 1891